# Franz Wilhelm von Hohenzollern-Berg

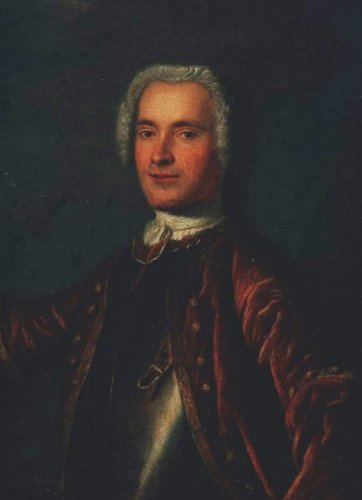
Franz Wilhelm von Hohenzollern-Sigmaringen, Graf von Berg-’s-Heerenberg

Franz Wilhelm Nikolaus von Hohenzollern-Sigmaringen (* 7. Dezember 1704 in Sigmaringen; † 10. Februar 1737 im Schloss Boxmeer) war ab 1712 regierender Graf von Berg-’s-Heerenberg.

## Leben
Franz Wilhelm war der zweite Sohn des Fürsten Meinrad II. von Hohenzollern-Sigmaringen (1673–1715) aus dessen Ehe mit Johanna Katharina (1678–1759), Tochter des Grafen Johann Anton I. von Montfort-Tettnang.
Franz Wilhelm wurde 1712 vom Bruder seiner Großmutter Maria Clara Graf Oswald IV. von Bergh-’s-Heerenberg zum Universalerben eingesetzt. Die Bedingung zum Antritt des Erbes war, dass Franz Wilhelm Namen und Wappen der Grafen von Berg annahm. Oswald III. starb am 20. Juni 1712 als letzter des Hauses de Leck und Franz Wilhelm wurde, mit Einwilligung des Vaters, als Graf von Berg Erbe der Grafschaft s’-Heerenberg mit den Herrschaften Boxmeer, Bergh, Diksmuide, Gendringen, Etten, Wisch, Pannerden und Millingen.
Er nahm Residenz in ’s-Heerenberg und heiratete hier am 21. Mai 1724 Maria Katharina (1702–1739), Tochter des Freiherren Johann Christoph von Waldburg, Graf zu Zeil und Herr zu Trauchburg. Da sein Sohn 1738 auf das Erbe verzichtete, wurde seine Tochter Johanna Erbin von Berg.
Die Verbindung der Sigmaringer zu den niederländischen Besitzungen spiegelt sich noch heute in der Städtepartnerschaft zwischen Sigmaringen und Boxmeer wider.

## Nachkommen
Aus seiner Ehe hatte Franz Wilhelm folgende Nachkommen:
- Johanna Josephina Antonia (1727–1787)

⚭ 1749 Fürst Karl Friedrich von Hohenzollern-Sigmaringen (1724–1785)
- Johann Baptist Oswald (1728–1781), Graf von Hohenzollern-Berg, wurde 1738 für regierungsunfähig befunden und auf der Burg Hohenzollern bei Hechingen lebenslang interniert

⚭ 1747 Gräfin Marie von Lodron (1720–1758)
- Maria Theresia (1730–1780), Stiftsdame in Remiremont